# Witalis Ugrechelidze-Ugorski
Witalis Ugrechelidze-Ugorski (gruz. ვიტალი უგრეხელიძე; ur. 28 kwietnia?/11 maja 1902 w Kutaisi, zm. 8 stycznia 1983 w Londynie) – gruziński oficer, major Wojska Polskiego, kawaler Virtuti Militari, przetłumaczył Pana Tadeusza na język gruziński.

## Biografia
Urodził się w Kutaisi. Po ukończeniu Gruzińskiego Gimnazjum Szlacheckiego wstąpił do szkoły oficerskiej w Tbilisi. Walczył o niepodległość Gruzji, a po klęsce udał się na emigrację do Turcji. Gdy w 1921 roku Józef Piłsudski zaprosił gruzińskich oficerów do Polski, przyjechał wraz z innymi oficerami. Służył w wojsku polskim. Ożenił się z Haliną Troicką. Za udział w kampanii wrześniowej otrzymał order Virtuti Milliari. Po zwolnieniu z obozu jenieckiego w Luckenwalde włączył się w działalność konspiracyjną w Warszawie. Przed powstaniem warszawskim przedostał się do Włoch, gdzie dołączył do II Korpusu. Następnie wraz z nim wyjechał do Wielkiej Brytanii. Mieszkał w Londynie utrzymując rodzinę z pracy fizycznej. Witalis Ugrechelidze-Ugorski zmarł w 1983 roku w Londynie. W 2014 jego prochy zostały złożone na cmentarzu zasłużonych w Tbilisi.

## Tłumaczenie „Pana Tadeusza”
W latach 50. XX wieku Ugrechelidze przetłumaczył na język gruziński „Pana Tadeusza”. Po raz pierwszy przedstawił swoje tłumaczenie w 1955 roku podczas posiedzenia Sekcji Brytyjskiej Ogólnego Komitetu Mickiewiczowskiego, a publicznie w 1956 roku podczas obchodów 100 lecia śmieci Adama Mickiewicza w Instytucie Sikorskiego w Londynie na spotkaniu "Najnowsze tłumaczenia Mickiewicza". Niestety nie zostało ono wtedy wydane. Rękopis został odnaleziony po latach. Do druku przygotował go wykładowca Uniwersytetu Warszawskiego Dawid Kolbaia. Książka została wydana w 2011 roku przez Studium Europy Wschodniej UW i Ossolineum. 